# Slovak Karst

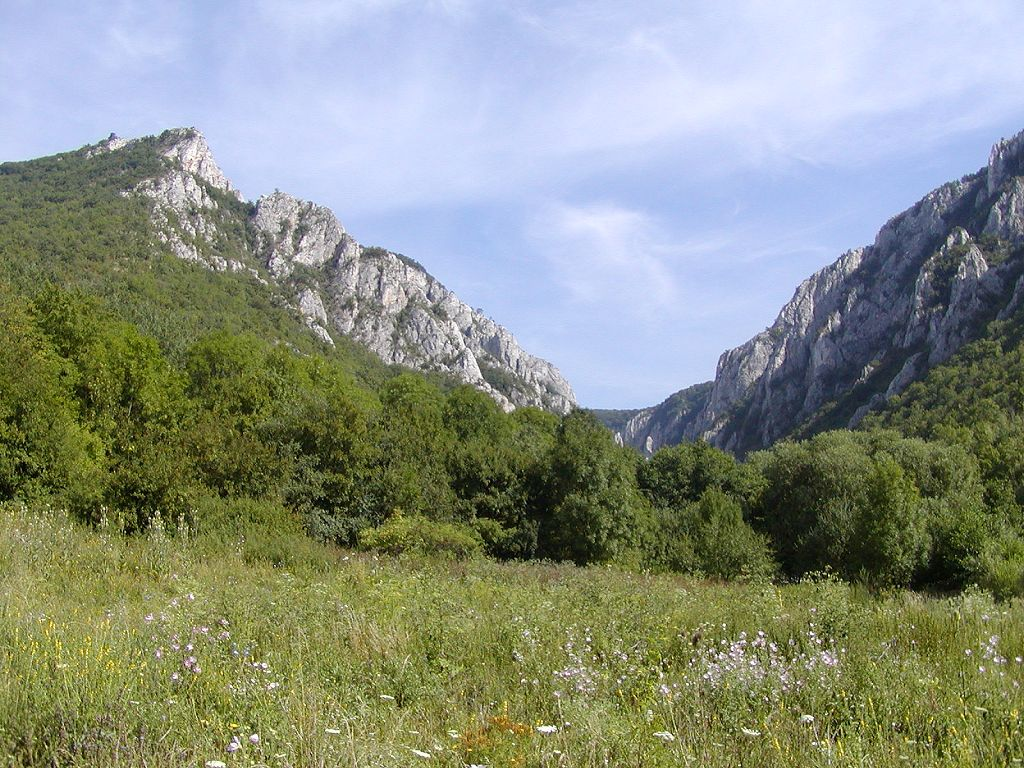
Hẻm núi Zádielska.

Slovak Karst (tiếng Slovak: Slovenský kras) là một rặng núi của dãy núi Quặng Slovak của dãy núi Karpat, miền nam Slovakia. Nó bao gồm phức hợp của đồng bằng và cao nguyên karst đá vôi khổng lồ. Kể từ năm 1973, đây là một khu vực cảnh quan được bảo vệ. Ngày 1 tháng 3 năm 2002, vườn quốc gia Slovak Karst được thành lập. Nó được UNESCO công nhận là khu dự trữ sinh quyển thế giới, và một phần của Di sản thế giới Các động Aggtelek Karst và Slovak Karst.

## Đặc điểm
Jelení vrch là đỉnh cao nhất của rặng núi này với độ cao 947 mét. Các con sông quan trọng bao gồm Slaná (Sajó), Štítnik và Turňa. Slovak Karst nằm trong vùng ôn đới phía bắc và có khí hậu lục địa với bốn mùa rõ rệt. Nó bao gồm một số lớp đá vôi Đại Trung sinh, dolomit, bên dưới là đá sa thạch, đá vôi và đá bảng không thấm nước. Các vùng đồng bằng được bao phủ bởi rừng sồi và trăn, các ngọn đồi là những khu rừng sồi và các hố đá vôi bị chi phối bởi rừng vân sam. Phần phía bắc của rặng núi là cử.
Khu vực này nổi tiếng với nhiều hang động, trong đó hang Domica, Ochtinská Aragonite, Gombasek và Jasovská mở cửa cho công chúng tham quan. Các hang động đáng chú ý khác là Krásnohorská và Hrušovská. Khu vực này cũng bao gồm các hồ karst trong đó lớn nhất là hồ Jašteričie.
Đây là nhà của nhiều loài động thực vật quý hiếm và đặc hữu như diều ngón ngắn, đại bàng hoàng đế phương Đông, cắt nhỏ.